# A Safe Proposition (film 1912)
A Safe Proposition è un cortometraggio muto del 1912 diretto da Colin Campbell.

## Trama
Una falsa accusa, dovuta ad un equivoco, sta per rovinare un impiegato innocente. Quando tutto viene chiarito, l'uomo, ferito nell'orgoglio e nei sentimenti, avrà la consolazione di essere risarcito con un avanzamento di carriera e un sostanzioso aumento di stipendio.

## Produzione
Il film fu prodotto dalla Selig Polyscope Company.

## Distribuzione
Distribuito dalla General Film Company, il film - un cortometraggio di 200 metri - uscì nelle sale cinematografiche statunitensi il 26 gennaio 1912. Nelle proiezioni, veniva programmato con il sistema dello split reel, accorpato in un'unica bobina con un altro cortometraggio della Selig, il documentario Seeing Spokane.